# Géocoucou faisan
Dromococcyx phasianellus
Espèce
Statut de conservation UICN

 LC  : Préoccupation mineure
Le Géocoucou faisan (Dromococcyx phasianellus) est une espèce de géocoucou, oiseau de la famille des Cuculidae. C'est une espèce monotypique (non subdivisée en sous-espèces).

## Description
Il a la calotte et la nuque châtain avec les sourcils blanchâtres. Présence de larges rayures brun foncé au niveau des yeux et d'un anneau orbital jaune-verdâtre. La gorge et les parties inférieures sont blanchâtres. Les côtés du cou et de la poitrine sont tachetés de brun foncé. Les parties supérieures sont brun foncé. Les scapulaires et la couverture alaire sont bordés de chamois à blanc. Une barre blanchâtre sur la base des primaires est visible lorsqu'il vole. Les sous-caudales sont grisâtres. Les rectrices sont pointées de blanc. Le bec est gris foncé, plus clair à la base du dessous, l'œil est ambre et les pattes chair grisâtre.

## Répartition
Son aire de répartition s'étend sur le Mexique (Veracruz, Oaxaca, Tabasco, Chiapas, Campeche, Yucatan et Quintana Roo), le Belize, le Guatemala, le Honduras, le Salvador, le Nicaragua, le Costa Rica, le Panamá, la Colombie, au nord du  Venezuela, le Guyana, le Suriname, la Guyane, le Brésil, à l'est de l'Équateur, le Pérou, au nord de la Bolivie, à l'est du Paraguay, et l'Argentine.

## Habitat
Il fréquente les forêts, les bois, les sous-bois denses et les plantations.